# Kiyoto Fujiwara
Kiyoto Fujiwara (jap. 藤原 清登, Fujiwara Kiyoto; * 1953 in Takamatsu, Präfektur Kagawa) ist ein japanischer Jazz-Bassist.

## Leben und Werk
Fujiwaras Eltern waren Musiker, mit 17 Jahren begann er Bass zu spielen. Er studierte bei Professor Seiichi Imamura an der Kunsthochschule Tokio. Sein Studium setzte er 1974 in den USA an der Berklee College of Music fort. Nach der Graduierung studierte er an der Juilliard School bei John A. Schaeffer, wo er 1984 seinen Abschluss machte.
1975 spielte Fujiwara bei Horace Silver, 1986 bei Archie Shepp, war ansonsten „freelance“ tätig und nahm Platten mit Gunter Hampel, Fred Ho, Thomas Chapin, Dan Rose und anderen auf. 1984 gründete er mit Kenny Garrett, Peter Madsen und Shunsuke Fuke die Formation Manhattan Graffiti Four (MG4), mit der er auch mehrmals auf Japan-Tournee ging und auf Festivals spielte.

## Diskographie (Auswahl)

### Als Leader
- Manhattan Graffiti Four (1988)
- Manhattan Jazz(Alfa Jazz, 1989)
- 60 Miles High (TDK, 1992)
- Live At The Sweet Basil NY (TDK, 1994)
- Bass (Jugenu) solo
- Modern Bass
- Concierto De Aranjuez (King, 1997)
- The King Of Bass
- Duke & Mingus
- The “In” Crowd
- Gargantua

### Als Sideman
- Thomas Chapin: You Don’t Know Me (Arabesque, 1994)
- Gunter Hampel: Fresh Heat (Birth, 1985)
- Fred Ho: Tomorrow Is Now (Soul Note, 1985)